# ドラマプレミア23
『ドラマプレミア23』（ドラマプレミアトゥウェンティースリー）は、テレビ東京系列で2021年4月5日から毎週月曜23時6分 - 23時55分に放送されている連続ドラマ枠。

## 概要
2021年4月改編により、『ワールドビジネスサテライト』が、これまでの23時台から22時台に枠移動するため、毎週月曜22時 - 22時54分に放送されていた連続ドラマ枠「ドラマプレミア10」が時間帯を入れ替える形で枠名を改め、新枠として設置された。第1弾として4月5日から中村倫也主演で『珈琲いかがでしょう』が放送された。
枠名なしでのドラマや「ドラマプレミア10」同様に制作体制として製作委員会方式を採用している。
なお放送回数は、2021年度上半期の3作品が2か月ずつであったが、10月期の「じゃない方の彼女」以後は1クールとなった。同作より2023年1月期の「ダ・カーポしませんか?」までの6作を秋元康が企画・原作・脚本を務めた。2023年4月度からは2か月（8回前後）完結に戻っている。
また、前身枠の「ドラマBiz」で行っていたBSテレ東への定時放送としての遅れネットは行われていない。

## 作品
制作プロダクションの記号は以下の通り。斜体字は制作協力。
- AA - アスミック・エース
- HP - ホリプロ
- SB - スタジオブルー
- AP - AOI Pro.
- FE - ファインエンターテイメント
- RN - リオネス
- KT - 共同テレビジョン（共テレ）
- SK - ソケット
- PT - PROTX
- SC - 松竹
- DT - 大映テレビ
- TP - テレパック
- TW - ザ・ワークス

### 2021年
| # | タイトル                    | 放送期間            | 制作  | 話数 | 主演     | 原作                                        |
| - | --------------------------- | ------------------- | ----- | ---- | -------- | ------------------------------------------- |
| 1 | 珈琲いかがでしょう          | 4月5日 - 5月24日    | AA HP | 8    | 中村倫也 | コナリミサト                                |
| 2 | シェフは名探偵              | 5月31日 - 8月2日    | SB    | 9    | 西島秀俊 | 近藤史恵 「〈ビストロ・パ・マル〉シリーズ」 |
| 3 | うきわ -友達以上、不倫未満- | 8月9日 - 9月27日    | AP    | 8    | 門脇麦   | 野村宗弘「うきわ」                          |
| 4 | じゃない方の彼女            | 10月11日 - 12月27日 | FE    | 12   | 濱田岳   | 秋元康                                      |

### 2022年
| # | タイトル                    | 放送期間            | 制作 | 話数 | 主演                  | 原作   |
| - | --------------------------- | ------------------- | ---- | ---- | --------------------- | ------ |
| 5 | ユーチューバーに娘はやらん! | 1月17日 - 3月28日   | RN   | 10   | 佐々木希              | 秋元康 |
| 6 | 吉祥寺ルーザーズ            | 4月11日 - 6月27日   | KT   | 12   | 増田貴久（NEWS）      | 秋元康 |
| 7 | 赤いナースコール            | 7月11日 - 9月26日   | HP   | 12   | 佐藤勝利（Sexy Zone） | 秋元康 |
| 8 | 警視庁考察一課              | 10月17日 - 12月26日 | SK   | 12   |                       | 秋元康 |

### 2023年
| #  | タイトル              | 放送期間                | 制作 | 話数 | 主演            | 原作         |
| -- | --------------------- | ----------------------- | ---- | ---- | --------------- | ------------ |
| 9  | ダ・カーポしませんか? | 1月16日 - 3月27日       | FE   | 10   |                 | 秋元康       |
| 10 | かしましめし          | 4月10日 - 5月29日       | HP   | 8    | 前田敦子        | おかざき真里 |
| 11 | さらば、佳き日        | 6月12日 - 7月31日       | PT   | 8    | 山下美月 鈴木仁 | 茜田千       |
| 12 | やわ男とカタ子        | 8月7日 - 9月25日        | SC   | 8    | 三浦翔平        | 長田亜弓     |
| 13 | けむたい姉とずるい妹  | 10月9日 - 11月27日      | DT   | 8    | 栗山千明        | ばったん     |
| 14 | SHUT UP               | 12月4日 - 2024年1月29日 | TP   | 8    | 仁村紗和        |              |

### 2024年
| #  | タイトル                        | 放送期間          | 制作 | 話数 | 主演                       | 原作                 | 備考                 |
| -- | ------------------------------- | ----------------- | ---- | ---- | -------------------------- | -------------------- | -------------------- |
| 15 | ブラックガールズトーク          | 2月5日 - 3月25日  | TW   | 8    | 朝日奈央 関水渚 石井杏奈   | マキノマキ           |                      |
| 16 | 95                              | 4月8日 - 6月10日  | FE   | 10   | 髙橋海人 （King & Prince） | 早見和真             | 開局60周年連続ドラマ |
| 17 | 夫の家庭を壊すまで              | 7月8日 - 9月30日  | TW   | 12   | 松本まりか                 | 赤石真菜             | -                    |
| 18 | Qrosの女 スクープという名の狂気 | 10月7日 - 12月9日 | SC   | 10   | 桐谷健太                   | 誉田哲也「Qrosの女」 | -                    |

### 2025年
| #  | タイトル                       | 放送期間           | 制作 | 話数 | 主演                         | 原作                                    | 備考 |
| -- | ------------------------------ | ------------------ | ---- | ---- | ---------------------------- | --------------------------------------- | ---- |
| 19 | 財閥復讐〜兄嫁になった元嫁へ〜 | 1月6日 - 3月10日   | FE   | 10   | 渡邊圭祐 瀧本美織            | MANGAmuse テレビ東京 国井桂             | -    |
| 20 | 夫よ、死んでくれないか         | 4月7日 - 6月23日   | TP   | 12   | 安達祐実 相武紗季 磯山さやか | 丸山正樹                                | -    |
| 21 | レプリカ 元妻の復讐            | 7月7日 -           | SC   |      | トリンドル玲奈               | タナカトモ（原作） ひらいはっち（作画） | -    |
| 22 | シナントロープ                 | 10月6日 - 12月22日 | AA   | 12   | 水上恒司                     | 此元和津也                              | -    |

## ネット局
定期ネット局
| 放送対象地域   | 放送局                | 系列           | 放送日時（JST）    | ネット状況 | 備考     |
| -------------- | --------------------- | -------------- | ------------------ | ---------- | -------- |
| 関東広域圏     | テレビ東京（TX）      | テレビ東京系列 | 月曜 23:06 - 23:55 | 制作局     |          |
| 北海道         | テレビ北海道（TVh）   | テレビ東京系列 | 月曜 23:06 - 23:55 | 同時ネット |          |
| 愛知県         | テレビ愛知（TVA）     | テレビ東京系列 | 月曜 23:06 - 23:55 | 同時ネット |          |
| 大阪府         | テレビ大阪（TVO）     | テレビ東京系列 | 月曜 23:06 - 23:55 | 同時ネット |          |
| 岡山県・香川県 | テレビせとうち（TSC） | テレビ東京系列 | 月曜 23:06 - 23:55 | 同時ネット |          |
| 福岡県         | TVQ九州放送（TVQ）    | テレビ東京系列 | 月曜 23:06 - 23:55 | 同時ネット |          |
| 滋賀県         | びわ湖放送（BBC）     | 独立局         | 月曜 23:06 - 23:55 | 同時ネット | [ 注 4 ] |
| 奈良県         | 奈良テレビ（TVN）     | 独立局         | 月曜 23:06 - 23:55 | 同時ネット | [ 注 5 ] |
| 和歌山県       | テレビ和歌山（WTV）   | 独立局         | 月曜 23:06 - 23:55 | 同時ネット |          |

不定期ネット局
| 放送対象地域 | 放送局            | 系列    | 放送日時（JST）    | ネット状況 | 放送作品                                                                  | 備考     |
| ------------ | ----------------- | ------- | ------------------ | ---------- | ------------------------------------------------------------------------- | -------- |
| 静岡県       | 静岡放送（SBS）   | TBS系列 | 木曜 24:55 - 25:48 | 遅れネット | 『珈琲いかがでしょう』 『シェフは名探偵』 『うきわ -友達以上、不倫未満-』 | [ 注 6 ] |
| 青森県       | 青森テレビ（ATV） | TBS系列 | 木曜 15:20 - 16:10 | 遅れネット | 『シェフは名探偵』                                                        |          |

過去のネット局
| 放送対象地域 | 放送局          | 系列   | 放送日時（JST）    | ネット状況 | 放送作品                                                 | 備考                    |
| ------------ | --------------- | ------ | ------------------ | ---------- | -------------------------------------------------------- | ----------------------- |
| 岐阜県       | 岐阜放送（GBS） | 独立局 | 月曜 23:06 - 23:55 | 同時ネット | 『珈琲いかがでしょう』から『ブラックガールズトーク』まで | 2024年3月25日打ち切り。 |

## ネット配信
- U-NEXT[注 7]、Lemino[注 8]では各話地上波放送終了後に定額見放題で視聴可能。
- ネットもテレ東（公式サイト、TVer）[注 9]で地上波放送終了後、1週間限定で最新回が広告付き無料で視聴可能。